# Río Natashquan
El río Natashquan (en inglés: Natashquan River pronunciación en inglés: /nəˈtæʃkn/) es un importante río costero de Canadá que desagua en el golfo de San Lorenzo y discurre por las provincias de Quebec y Terranova y Labrador. El río tiene una longitud de 410 km, drena una cuenca de 16 100 km² y tiene un caudal medio de 410 m³/s.

## Geografía
El río tiene su fuente al sur de la frontera entre las vertientes del Atlántico y del río San Lorenzo. Fluye en dirección sureste hasta la frontera Labrador–Quebec, desde donde se encamina hacia el sur. En Quebec, el río forma el límite entre las municipalidades condales regionales de Minganie y Golfe-du-Saint-Laurent, antes de desembocar en el golfo de San Lorenzo, a unos 370 km al este de Sept-Îles. El nombre es de origen innu , que lo llaman Nutahquaniu Hipu, que significa «río donde se caza del oso negro».
Junto con el río Moisie, el Natashquan es uno de los ríos salmoneros más renombrados en la Costa Norte del Golfo.

## Geología
El río Natashquan está totalmente dentro de la provincia geológica Grenville del Escudo Canadiense, que se caracteriza por una meseta montañosa, que varía en altura entre 140−620 m, y que consiste en rocas metamórficas y félsicas (como gneis, migmatitas y granitos), rocas clásticas (cuarcitas) y esquistos en la parte inferior, con algunas intrusiones de rocas máficas (dioritas y gabros) en la parte central. El río discurre en general a través de estrechos valles, y es alimentado por unos 30 afluentes, siendo los más destacados, en orden descendente, los ríos Lejamtel, Mercereau, Mahkunipiu, Mistanipisipou, East Natashquan, Pehatnaniskau, Doré, West Natashquan y Akaku.
Los últimos 18 km del río forman un gran estuario arenoso, separado del golfo por la punta Natashquan y el cabo Tiennot. La isla Sainte-Hélène (île Sainte-Hélène) se encuentra en la misma boca del río.
El clima de la cuenca es subártico continental, con una corta temporada de crecimiento. La parte superior tiene un clima subhúmedo frío, mientras que la parte inferior es húmeda.

## Historia
En 1534, Jacques Cartier navegó por el área y nombró el cabo Thiennot en recuerdo de un capitán de barco que se había instalado en ese lugar. El río fue cartografiado en 1684 por Louis Jolliet que lo llamó "Noutascoüan". Jacques-Nicolas Bellin lo identificó como "Grand R. Natachquoin" en su mapa de 1744, mientras que el mapa de 1776 de Carver lo mostró como "Great Natashkwen".
Ya desde 1710, se estableció en la margen izquierda (sur) del río Natashquan un puesto comercial y más tarde en la orilla opuesta (en la desembocadura del río en la actual Natashquan FN Reserve) para adquirir pieles a los indígenas innu. El puesto comercial fue adquirido por la Compañía de la Bahía de Hudson en la mitad del siglo XIX, pero fue abandonado alrededor del año 1914 debido a la falta de rentabilidad.
Un puente de la Quebec Route 138 que atraviesa el río se abrió el 26 de septiembre de 2013.

## Conservación
Un área de 4089 km² está siendo considerada para establecer una reserva de biodiversidad. La reserva, sobre todo en el territorio no organizado Petit-Mécatina, se extendería 190 km a lo largo del río Natashquan en dirección sur desde la frontera Labrador–Quebec y también incluiría 105 km del río East River. Además, también está en estudio una zona de unos 16 000 km² para designar un nuevo parque, el parque nacional Natashquan-Aguanus-Kenamu.
El paisaje de la reserva propuesta se considera que reúne una gran belleza, un valor excepcional, un interés patrimonial reconocido y un gran interés cultural. Por ello, la reserva tiene por objeto proteger hábitats favorables para el salmón del Atlántico, la biodiversidad de hábitats acuáticos y ribereños, y los bosques de viejo crecimiento. También gestionaría la recolección sostenible de animales de pieles y se propiciarían oportunidades de turismo, y se prohibirían la minería, la silvicultura y el desarrollo hidroeléctrico.